# Montreux Comedy Festival
Le Montreux Comedy Festival, anciennement Festival du rire de Montreux est un festival d'humour se déroulant chaque année au début du mois de décembre à Montreux dans le canton de Vaud, en Suisse. Il est fondé en 1989 par Grégoire Furrer. Au fil de plus de trente-cinq éditions, il est devenu l'un des événements majeurs de la scène humoristique francophone, accueillant des artistes comme Arnaud Tsamère, Jérémy Ferrari, Thomas Wiesel, Kyan Khojandi, Alex Vizorek, Élodie Poux, Gad Elmahleh ou Blanche Gardin. Premier festival d'humour à publier l'intégralité de ses contenus en ligne, il est suivi par près de 2,1 millions de personnes sur YouTube, ou ses vidéos ont reçu plus d'un milliard de vues depuis 2009.

## Histoire

### Débuts du festival
Le festival est né de la volonté de Grégoire Furrer de créer un événement culturel à Montreux, après qu'il a constaté que le théâtre est le parent pauvre de sa ville d'enfance. En 1989, il crée l'entité Festival du rire de Montreux et lance la première édition en 1990,.

## Diffusion et visibilité

### Télévision et radio

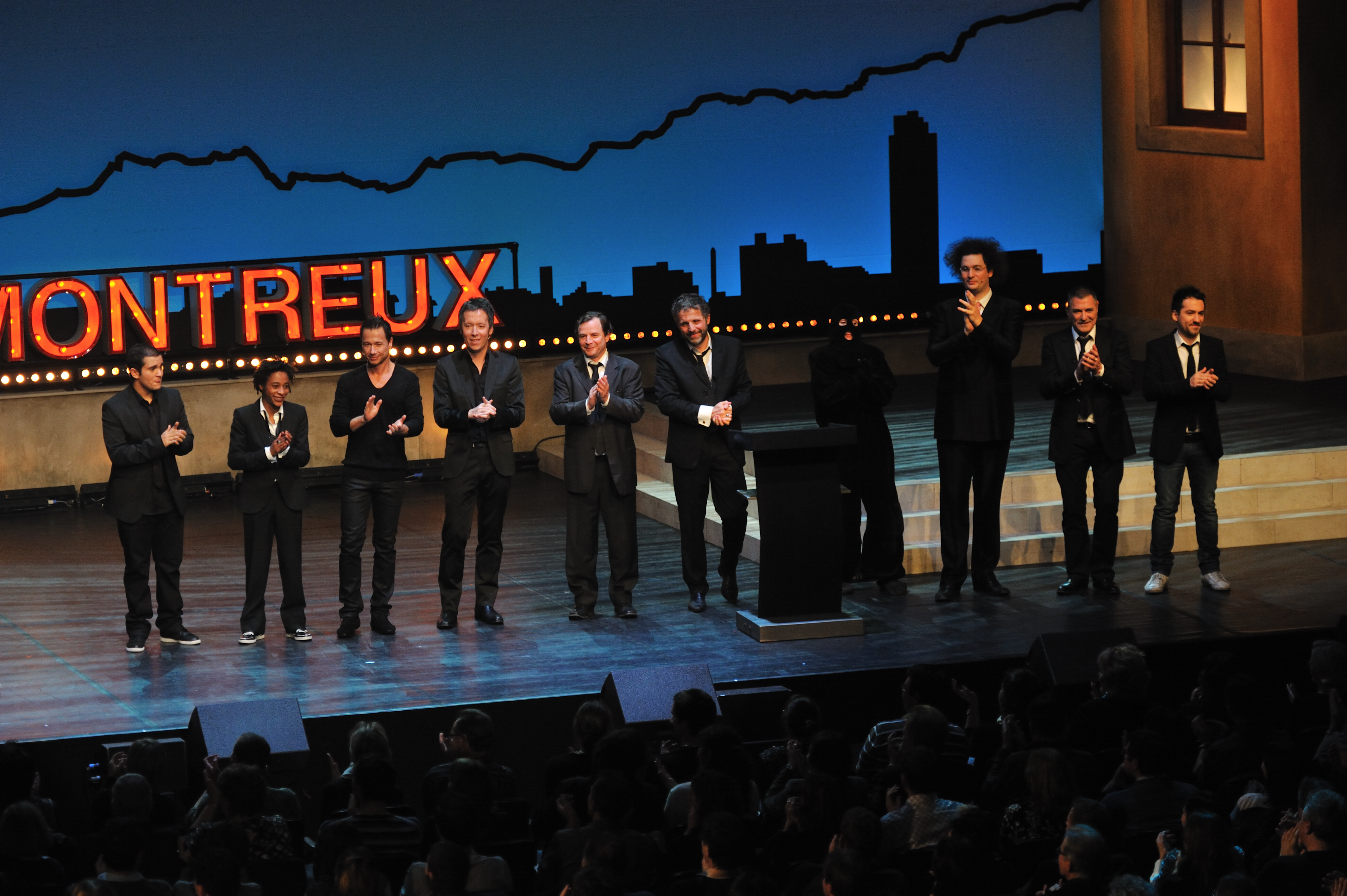
La cloture du festival en 2010.

Le Festival du rire de Montreux, a été diffusé à la télévision française à partir de 1995 sur France 3, lors de sa 6e édition. À partir de 2006, des accords de diffusion sont conclus pour la diffusion de galas multi-artistes sur France 4. La chaîne est depuis restée le principal diffuseur en France du Montreux Comedy Festival. Le festival est également diffusé sur la chaîne Comédie+ depuis 2009. L'édition 2014 a été diffusée sur Paris Première et l’édition 2015 sur TMC et NT1.
Les galas du Montreux Comedy ont été diffusés sur la RTS, partenaire et diffuseur historique du festival. Dans les autres pays francophones, 2 autres médias diffusent également les galas : TV5 Monde depuis 2016 et la RTBF depuis 2018.
Depuis 2015, la radio française Rire & Chansons diffuse en direct l'intégralité du gala de clôture.
En 2019, à l’occasion des 30 ans du festival, France 2 devient deuxième diffuseur officiel du Montreux Comedy après France 4, avec la programmation en Prime Time du gala anniversaire confié à Kev Adams.
Depuis 2020, après le retrait de France Télévisions pour des raisons financières, le groupe Canal+ devient le diffuseur français exclusif du Montreux Comedy Festival dès l'année suivante. Le gala de 2021 a été proposé le 31 décembre 2021 sur Canal+ puis en clair le 11 novembre 2022 sur C8. Le gala de 2022 a été diffusé le 28 décembre 2022 sur Canal+ puis en clair le 26 février 2024 sur CStar.
Depuis 2023, il a lieu au mois de novembre et à Lausanne en raison de travaux au centre des congrès de la ville.

### Réseaux sociaux
Avec une communauté de plus de 1,71 million de fans, le festival produit régulièrement des contenus pour ses réseaux sociaux.
Montreux Comedy publie sur sa chaîne YouTube un sketch chaque semaine, extrait des spectacles scéniques du Montreux Comedy, d'une durée d'environ 6 à 15 minutes.
En 2012, le Montreux Comedy sort une vidéo intitulée Lost in Montreux avec Grégoire Ludig et David Marsais du Palmashow.

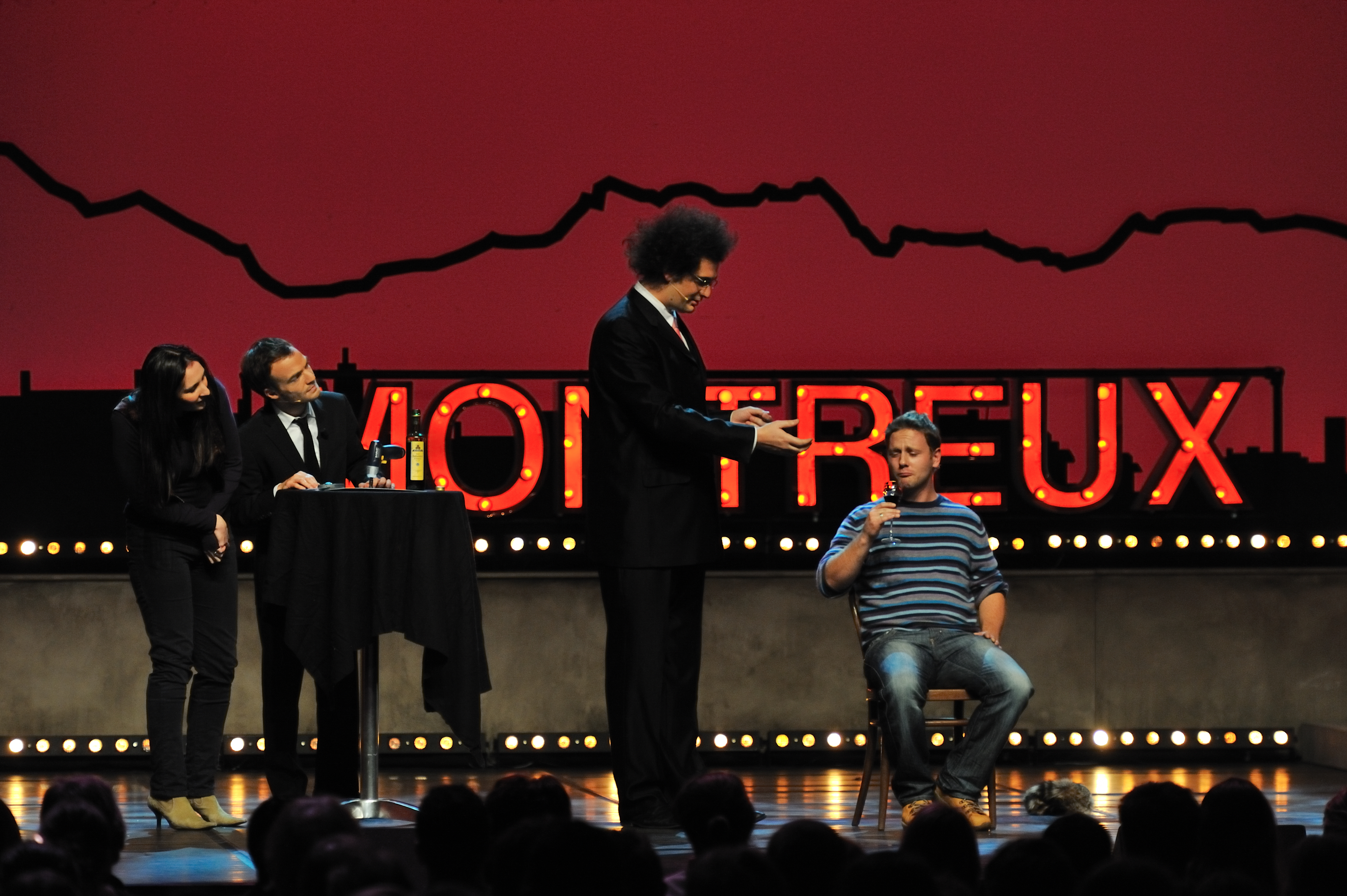
Éric Antoine réalisant à la fois un tour de magie et un sketch.

À l’occasion de la 23e édition du festival en 2012, le Montreux Comedy produit le « Inside Montreux » où est présenté l’envers du décor avec Arnaud Tsamère, Jérémy Ferrari, Jarry, et autres humoristes francophones. Une 2e saison a lieu l’année suivante avec Thomas Wiesel, Norman Thavaud, Monsieur Poulpe, Alison Wheeler, Kevin Razy, Kemar de Studio Bagel et d’autres comédiens du festival.
En 2013, Jérôme Niel est le personnage principal d’une mini web-série de quatre épisodes, La ferme Jérôme : Groom Service, créée à la base pour le festival. Canal+ commande neuf épisodes supplémentaires dans un format plus court, qui sont diffusés lors du Festival de Cannes.
La même année, le Montreux Comedy co-produit avec le trio Suricate sur la chaîne YouTube de Golden Moustache, un court métrage intitulé Fantôme de Merde. Plusieurs comédiens sont présents dans ce court métrage, notamment Julien Josselin, Ludovik, Thomas VDB, Hugo Dessioux, Jérôme Niel, François Rollin, Norman Thavaud, François Civil, Kyan Khojandi et Raphaël Descraques.
Toujours en 2013, le Montreux Comedy sort une nouvelle web série animée par les actrices Aude Gogny-Goubert et Melissa Billard.
En 2014, l'actrice Aude Gogny-Goubert revient sur la chaîne YouTube du Montreux Comedy pour présenter des artistes du festival tels que Mcfly et Carlito, Vérino, Shirley Souagnon, Les Décaféinés, sous forme de « speed meeting ».
En 2015, le festival invite la chaîne YouTube Les Questions Cons à compter le nombre d’aiguilles qui composent en moyenne un sapin.
L'Inside Montreux est réédité en 2016, à la suite de l’événement Montreux Comedy à Abu Dhabi avec Pierre Croce, Laura Laune et Rachid Badouri.
En 2016 et 2017, le Montreux Comedy créé le Montreux Web Studio, où de nombreuses émissions sont créées et animées en live par des YouTubeurs tels que Lolywood, Topito, Pierre Croce et Amixem. Des conférences y sont également organisées avec Dr Nozman, Cyrus North, Florence Porcel et Pablo Mira.
En 2018, le festival fait découvrir la cuisine moléculaire en Suisse romande à des humoristes, grâce au cuisinier Denis Martin et au Youtubeur Morgan VS.
En 2019, la chaîne YouTube du Montreux Comedy Festival a également largement étendu son audience, en atteignant le nombre de 500 millions de vues ainsi qu’un million d’abonnés. Pour honorer sa communauté, Montreux Comedy a créé un gala diffusé en exclusivité et en direct sur YouTube présenté par Noman Hosni et accompagné notamment de Julien Lacroix, Max Bird, Mehdi Bousaidan, Olivier de Benoist, Pierre Croce, Kallagan et d'autres.

### Partenaires
En 2019, Montreux Comedy a signé un contrat avec Amazon Prime Video pour la diffusion en exclusivité du Gala « So Chic » présenté par Alex Vizorek et accompagné notamment de Pablo Mira, Constance, Élodie Poux, Monsieur Fraize, François Rollin et d’autres.
Dans la même année, les deux plus grands festival d’humour au monde ont signé un accord afin d’unir leurs forces. Juste Pour Rire et Montreux Comedy Festival ont pour projet de créer une production artistique commune courant 2020[réf. nécessaire].

## Artistes du festival
|                                                                 | 2009  | 2010  | 2011  | 2012  | 2013  | 2014  | 2015  | 2016  | 2017  | 2018  | 2019  | 2021 | 2022 | 2023 | Nombre de participations |
| --------------------------------------------------------------- | ----- | ----- | ----- | ----- | ----- | ----- | ----- | ----- | ----- | ----- | ----- | ---- | ---- | ---- | ------------------------ |
| Ahmed Sparrow                                                   |       |       |       |       |       |       |       |       |       |       | ✓ oui |      |      |      | 1                        |
| Alban Ivanov                                                    |       |       |       | ✓ oui | ✓ oui |       |       |       |       |       | ✓ oui |      |      |      | 3                        |
| Alex Lutz                                                       |       | ✓ oui |       |       |       |       |       |       |       |       |       |      |      |      | 1                        |
| Alex Ramirès                                                    |       |       |       |       |       |       |       |       | ✓ oui | ✓ oui | ✓ oui |      |      |      | 3                        |
| Alex Vizorek                                                    | ✓ oui |       |       |       |       |       | ✓ oui | ✓ oui | ✓ oui | ✓ oui | ✓ oui |      |      |      | 6                        |
| Alexandre Astier                                                | ✓ oui |       |       |       |       |       |       |       |       |       |       |      |      |      | 1                        |
| Alex Kominek                                                    |       |       |       |       |       |       | ✓ oui |       |       | ✓ oui |       |      |      |      | 2                        |
| Amelle Chahbi                                                   |       |       |       |       |       |       |       |       |       |       | ✓ oui |      |      |      | 1                        |
| Amixem                                                          |       |       |       |       |       |       |       |       | ✓ oui |       |       |      |      |      | 1                        |
| Anne Roumanoff                                                  |       |       |       |       |       | ✓ oui |       |       |       |       |       |      |      |      | 1                        |
| Antonia de Rendinger                                            |       |       |       |       | ✓ oui | ✓ oui |       | ✓ oui | ✓ oui |       |       |      |      |      | 5                        |
| Arnaud Ducret                                                   |       | ✓ oui | ✓ oui |       |       |       |       |       |       |       |       |      |      |      | 2                        |
| Arnaud Tsamere                                                  |       | ✓ oui | ✓ oui | ✓ oui | ✓ oui | ✓ oui | ✓ oui |       |       |       | ✓ oui |      |      |      | 7                        |
| Arzoo Malhotra                                                  |       |       |       |       |       |       |       |       |       |       | ✓ oui |      |      |      | 1                        |
| Aymeric Lompret                                                 |       |       |       |       |       |       |       |       |       |       | ✓ oui |      |      |      | 1                        |
| Artus                                                           |       |       |       |       |       | ✓ oui | ✓ oui | ✓ oui | ✓ oui |       | ✓ oui |      |      |      | 5                        |
| Ary Abittan                                                     |       | ✓ oui |       |       |       |       |       |       |       |       |       |      |      |      | 1                        |
| AZ                                                              |       |       |       |       |       |       |       |       |       |       | ✓ oui |      |      |      | 1                        |
| Bambi                                                           |       |       |       |       |       |       |       |       |       |       | ✓ oui |      |      |      | 1                        |
| Baptiste Lecaplain                                              |       |       | ✓ oui | ✓ oui |       | ✓ oui | ✓ oui |       |       | ✓ oui |       |      |      |      | 5                        |
| Basketmouth                                                     |       |       |       |       |       |       |       | ✓ oui |       |       |       |      |      |      | 1                        |
| Bérengère Krief                                                 |       |       | ✓ oui | ✓ oui | ✓ oui |       |       |       |       |       |       |      |      |      | 3                        |
| Blanche Gardin                                                  |       |       |       |       |       | ✓ oui |       | ✓ oui |       | ✓ oui |       |      |      |      | 3                        |
| Bruno Peki                                                      |       |       |       |       |       |       |       |       |       |       | ✓ oui |      |      |      | 1                        |
| Bun Hay Mean                                                    |       |       |       |       |       | ✓ oui |       |       | ✓ oui | ✓ oui |       |      |      |      | 3                        |
| Camille Lellouche                                               |       |       |       |       |       |       |       |       |       |       | ✓ oui |      |      |      | 1                        |
| Caroline Vigneaux                                               |       |       | ✓ oui |       |       | ✓ oui |       |       | ✓ oui | ✓ oui | ✓ oui |      |      |      | 5                        |
| Chantal Ladesou                                                 |       |       |       |       |       |       | ✓ oui |       |       |       |       |      |      |      | 1                        |
| Charles Nouveau                                                 |       |       |       |       |       |       |       | ✓ oui |       |       | ✓ oui |      |      |      | 2                        |
| Charly Nyobé                                                    |       |       |       |       |       |       |       |       |       |       | ✓ oui |      |      |      | 1                        |
| Christelle Chollet                                              |       |       |       |       | ✓ oui |       |       |       |       |       |       |      |      |      | 1                        |
| Claudia Tagbo                                                   | ✓ oui |       | ✓ oui |       |       |       |       |       |       | ✓ oui |       |      |      |      | 3                        |
| Clentelex                                                       |       |       |       |       |       |       |       |       |       |       | ✓ oui |      |      |      | 1                        |
| Conrad Koch                                                     |       |       |       |       |       |       |       |       |       |       | ✓ oui |      |      |      | 1                        |
| Constance                                                       |       |       |       |       | ✓ oui | ✓ oui |       | ✓ oui |       | ✓ oui | ✓ oui |      |      |      | 5                        |
| Cuche et Barbezat                                               |       |       |       |       | ✓ oui |       |       |       |       |       |       |      |      |      | 1                        |
| David Azencot                                                   |       |       |       |       |       |       |       |       | ✓ oui |       |       |      |      |      | 1                        |
| Dédo                                                            |       |       |       | ✓ oui |       |       |       |       |       | ✓ oui |       |      |      |      | 2                        |
| D'jal                                                           |       |       |       |       |       | ✓ oui |       |       |       | ✓ oui |       |      |      |      | 2                        |
| Djimo                                                           |       |       |       |       |       |       |       |       |       | ✓ oui | ✓ oui |      |      |      | 2                        |
| Donel Jack'sman                                                 |       |       |       |       |       | ✓ oui |       |       | ✓ oui |       |       |      |      |      | 2                        |
| Doully                                                          |       |       |       |       |       |       |       |       |       | ✓ oui | ✓ oui |      |      |      | 2                        |
| Élie Semoun                                                     |       | ✓ oui |       |       |       |       |       |       |       |       |       |      |      |      | 1                        |
| Élodie Poux                                                     |       |       |       |       |       |       |       |       | ✓ oui | ✓ oui | ✓ oui |      |      |      | 3                        |
| Éric Antoine                                                    | ✓ oui | ✓ oui | ✓ oui |       | ✓ oui |       | ✓ oui | ✓ oui | ✓ oui |       | ✓ oui |      |      |      | 8                        |
| Fabrice Éboué                                                   | ✓ oui |       |       |       |       | ✓ oui |       |       |       | ✓ oui |       |      |      |      | 3                        |
| Fadily Camara                                                   |       |       |       |       |       |       |       |       |       | ✓ oui |       |      |      |      | 1                        |
| Fanny Ruwet                                                     |       |       |       |       |       |       |       |       |       |       | ✓ oui |      |      |      | 1                        |
| Farah                                                           |       |       |       |       |       |       |       |       |       |       | ✓ oui |      |      |      | 1                        |
| Fary                                                            |       |       |       |       |       | ✓ oui |       |       | ✓ oui |       |       |      |      |      | 2                        |
| Florence Mendez                                                 |       |       |       |       |       |       |       |       |       |       | ✓ oui |      |      |      | 1                        |
| François Guédon                                                 |       |       |       |       |       |       |       |       |       |       | ✓ oui |      |      |      | 1                        |
| François Rollin                                                 | ✓ oui | ✓ oui |       | ✓ oui | ✓ oui | ✓ oui |       |       | ✓ oui |       | ✓ oui |      |      |      | 7                        |
| Frédéric Fromet                                                 |       |       |       |       |       |       |       |       |       |       | ✓ oui |      |      |      | 1                        |
| Gaspard Proust                                                  | ✓ oui |       |       |       |       |       |       |       |       |       |       |      |      |      | 1                        |
| Gérémy Crédeville                                               |       |       |       |       |       |       |       |       |       | ✓ oui | ✓ oui |      |      |      | 2                        |
| Guillermo Guiz                                                  |       |       |       |       |       |       | ✓ oui | ✓ oui |       | ✓ oui |       |      |      |      | 3                        |
| Guillaume Bats                                                  |       |       |       |       |       |       |       |       |       |       | ✓ oui |      |      |      | 1                        |
| Hakim Jemili                                                    |       |       |       |       |       |       |       |       |       |       | ✓ oui |      |      |      | 1                        |
| Harold Barbe                                                    |       |       |       |       |       |       |       |       |       |       | ✓ oui |      |      |      | 1                        |
| Jarry                                                           |       |       |       | ✓ oui | ✓ oui |       |       | ✓ oui |       |       |       |      |      |      | 3                        |
| Jean-Marie Bigard                                               |       | ✓ oui |       |       |       |       | ✓ oui |       |       |       |       |      |      |      | 2                        |
| Jean-Michel Matteï                                              | ✓ oui |       |       |       |       |       |       |       |       |       |       |      |      |      | 1                        |
| Jérémy Demay                                                    |       |       |       |       |       |       |       |       |       |       | ✓ oui |      |      |      | 1                        |
| Jérémy Ferrari                                                  |       |       |       | ✓ oui | ✓ oui | ✓ oui | ✓ oui |       |       |       |       |      |      |      | 4                        |
| Julien Lacroix                                                  |       |       |       |       |       |       |       |       |       |       | ✓ oui |      |      |      | 1                        |
| Julien Santini                                                  |       |       |       |       |       |       |       |       |       |       | ✓ oui |      |      |      | 1                        |
| Jonathan Lambert                                                | ✓ oui | ✓ oui |       |       | ✓ oui |       |       |       |       |       |       |      |      |      | 3                        |
| José Cruz                                                       |       |       |       |       |       | ✓ oui |       |       |       |       |       |      |      |      | 1                        |
| Kallagan                                                        |       |       |       |       |       | ✓ oui |       |       | ✓ oui | ✓ oui | ✓ oui |      |      |      | 4                        |
| Ken Cheng                                                       |       |       |       |       |       |       |       |       |       |       | ✓ oui |      |      |      | 1                        |
| Kev Adams                                                       |       |       |       |       |       |       |       |       |       |       | ✓ oui |      |      |      | 1                        |
| Kheiron                                                         |       |       |       | ✓ oui |       |       |       |       |       |       |       |      |      |      | 1                        |
| Kyan Khojandi                                                   |       |       |       | ✓ oui | ✓ oui |       |       | ✓ oui |       |       |       |      |      |      | 3                        |
| La Bajon                                                        |       |       |       |       |       |       |       |       |       |       | ✓ oui |      |      |      | 1                        |
| Laurence Bibot                                                  |       |       |       |       |       |       |       |       |       |       | ✓ oui |      |      |      | 1                        |
| Laurent Gerra                                                   | ✓ oui |       |       |       |       | ✓ oui |       |       |       |       |       |      |      |      | 2                        |
| Laurent Ruquier                                                 | ✓ oui |       |       |       |       |       |       |       |       |       |       |      |      |      | 1                        |
| Laurie Peret                                                    |       |       |       |       |       |       |       |       |       |       | ✓ oui |      |      |      | 1                        |
| Le Comte de Bouderbala                                          |       |       | ✓ oui |       |       |       |       |       |       |       |       |      |      |      | 1                        |
| Lenny M'bunga                                                   |       |       |       |       |       |       |       |       | ✓ oui | ✓ oui | ✓ oui |      |      |      | 3                        |
| Les Bodin's                                                     |       |       |       |       |       |       |       |       | ✓ oui |       | ✓ oui |      |      |      | 2                        |
| Les Chevaliers du fiel                                          |       |       | ✓ oui |       |       | ✓ oui | ✓ oui |       |       |       |       |      |      |      | 3                        |
| Les Frères Taloche                                              |       | ✓ oui |       | ✓ oui |       |       |       |       |       |       |       |      |      |      | 2                        |
| Manu Payet                                                      |       |       |       |       |       |       |       |       | ✓ oui | ✓ oui |       |      |      |      | 2                        |
| Mareshal Zongo                                                  |       |       |       |       |       |       |       |       |       |       | ✓ oui |      |      |      | 1                        |
| Mariana Mazza                                                   |       |       |       |       |       |       |       |       |       |       | ✓ oui |      |      |      | 1                        |
| Marina Rollman                                                  |       |       |       |       |       |       |       |       | ✓ oui | ✓ oui | ✓ oui |      |      |      | 3                        |
| Marion Mezadorian                                               |       |       |       |       |       |       |       |       |       |       | ✓ oui |      |      |      | 1                        |
| Marc Donnet-Monay                                               |       |       |       |       | ✓ oui |       |       |       |       |       |       |      |      |      | 1                        |
| Mathieu Madénian                                                |       |       |       | ✓ oui |       |       |       | ✓ oui |       |       |       |      |      |      | 2                        |
| Maude Landry                                                    |       |       |       |       |       |       |       |       | ✓ oui | ✓ oui |       |      |      |      | 2                        |
| Max Bird                                                        |       |       |       |       |       |       |       |       | ✓ oui | ✓ oui | ✓ oui |      |      |      | 3                        |
| Maxime Gasteuil                                                 |       |       |       |       |       |       |       | ✓ oui | ✓ oui |       |       |      |      |      | 2                        |
| Mehdi Bousaidan                                                 |       |       |       |       |       |       |       |       |       |       | ✓ oui |      |      |      | 2                        |
| Mcfly et Carlito                                                |       |       |       |       |       |       |       |       | ✓ oui | ✓ oui |       |      |      |      | 2                        |
| Michaël Gregorio                                                | ✓ oui |       |       | ✓ oui | ✓ oui |       | ✓ oui |       |       |       | ✓ oui |      |      |      | 5                        |
| Monsieur Fraize                                                 |       |       |       |       |       |       |       |       |       |       | ✓ oui |      |      |      | 1                        |
| Monsieur Poulpe                                                 |       |       |       |       |       | ✓ oui |       | ✓ oui |       |       |       |      |      |      | 2                        |
| Mpho Popps                                                      |       |       |       |       |       |       |       |       |       |       | ✓ oui |      |      |      | 1                        |
| Nathanaël Rochat                                                |       |       | ✓ oui |       | ✓ oui | ✓ oui |       | ✓ oui |       |       |       |      |      |      | 4                        |
| Nelson Monfort                                                  |       |       |       |       |       |       |       |       |       |       | ✓ oui |      |      |      | 1                        |
| Nick Mukoko                                                     |       |       |       |       |       |       |       |       |       |       | ✓ oui |      |      |      | 1                        |
| Nicole Ferroni                                                  |       |       |       |       |       | ✓ oui |       |       |       |       |       |      |      |      | 1                        |
| Noman Hosni                                                     |       |       | ✓ oui |       | ✓ oui |       |       | ✓ oui |       |       | ✓ oui |      |      |      | 4                        |
| Noom Diawara                                                    |       |       |       |       |       |       |       |       |       | ✓ oui |       |      |      |      | 1                        |
| Norman fait des vidéos                                          |       |       |       |       | ✓ oui |       |       |       |       |       |       |      |      |      | 1                        |
| Oldelaf et Alain Berthier                                       |       |       |       |       |       |       |       |       |       |       | ✓ oui |      |      |      | 1                        |
| Olivier de Benoist                                              |       | ✓ oui | ✓ oui |       |       | ✓ oui | ✓ oui |       |       |       | ✓ oui |      |      |      | 5                        |
| Oualas                                                          |       |       |       |       |       |       |       |       |       |       | ✓ oui |      |      |      | 1                        |
| Pablo Mira                                                      |       |       |       |       |       |       |       |       |       |       | ✓ oui |      |      |      | 1                        |
| Palmashow                                                       |       |       |       | ✓ oui |       |       |       |       |       |       |       |      |      |      | 1                        |
| Pascal Légitimus                                                |       |       |       | ✓ oui |       | ✓ oui |       |       |       |       |       |      |      |      | 2                        |
| Paul Mirabel                                                    |       |       |       |       |       |       |       |       |       |       | ✓ oui |      |      |      | 1                        |
| Paul Taylor                                                     |       |       |       |       |       |       |       |       | ✓ oui |       | ✓ oui |      |      |      | 2                        |
| Philippe-Audrey Larrue Saint-Jacques                            |       |       |       |       |       |       |       |       |       |       | ✓ oui |      |      |      | 1                        |
| Pierre Croce                                                    |       |       |       |       |       |       | ✓ oui | ✓ oui | ✓ oui |       | ✓ oui |      |      |      | 4                        |
| Pierre-Emmanuel Barré                                           |       |       |       |       |       |       |       | ✓ oui |       | ✓ oui |       |      |      |      | 2                        |
| Rachid Badouri                                                  |       |       |       |       |       |       | ✓ oui | ✓ oui |       | ✓ oui |       |      |      |      | 3                        |
| Ramzy Bedia                                                     | ✓ oui |       |       |       |       |       |       |       |       |       |       |      |      |      | 1                        |
| Raphaël Mezrahi                                                 |       |       |       |       |       | ✓ oui |       |       |       | ✓ oui |       |      |      |      | 2                        |
| Redouane Bougheraba                                             |       |       |       |       |       |       |       |       |       |       | ✓ oui |      |      |      | 1                        |
| Redouanne Harjane                                               |       | ✓ oui | ✓ oui |       | ✓ oui |       |       | ✓ oui |       |       |       |      |      |      | 4                        |
| Rémi Boyes                                                      |       |       |       |       |       |       |       |       |       |       | ✓ oui |      |      |      | 1                        |
| Roman Frayssinet                                                |       |       |       |       |       |       |       |       | ✓ oui | ✓ oui |       |      |      |      | 2                        |
| Ronny Chieng                                                    |       |       |       |       |       |       |       | ✓ oui |       |       |       |      |      |      | 1                        |
| Seb Mellia                                                      |       |       |       | ✓ oui |       |       |       |       |       |       |       |      |      |      | 1                        |
| Sebastian Marx                                                  |       |       |       |       |       |       |       | ✓ oui |       | ✓ oui | ✓ oui |      |      |      | 3                        |
| Shirley Souagnon                                                | ✓ oui |       | ✓ oui | ✓ oui |       |       |       | ✓ oui | ✓ oui |       | ✓ oui |      |      |      | 6                        |
| Stan Wawrinka                                                   |       |       |       |       |       |       |       |       |       |       | ✓ oui |      |      |      | 1                        |
| Stéphane Guillon                                                |       | ✓ oui |       |       |       |       |       |       |       |       |       |      |      |      | 1                        |
| Swann Périssé                                                   |       |       |       |       |       |       |       |       |       |       | ✓ oui |      |      |      | 1                        |
| Tania Dutel                                                     |       |       |       |       |       |       |       |       | ✓ oui |       | ✓ oui |      |      |      | 2                        |
| Tano                                                            |       |       |       |       |       |       |       |       |       |       | ✓ oui |      |      |      | 1                        |
| Thais                                                           |       |       |       |       |       |       |       |       |       |       | ✓ oui |      |      |      | 1                        |
| Thomas VDB                                                      | ✓ oui |       | ✓ oui |       | ✓ oui |       |       |       |       |       | ✓ oui |      |      |      | 4                        |
| Thomas Wiesel                                                   |       |       |       |       | ✓ oui | ✓ oui | ✓ oui | ✓ oui | ✓ oui | ✓ oui | ✓ oui |      |      |      | 7                        |
| Tom Villa                                                       |       |       |       |       |       |       | ✓ oui | ✓ oui |       |       | ✓ oui |      |      |      | 3                        |
| Tristan Lopin                                                   |       |       |       |       |       |       |       |       |       |       | ✓ oui |      |      |      | 1                        |
| Urbain                                                          |       |       |       |       |       |       |       |       |       |       | ✓ oui |      |      |      | 1                        |
| Vérino                                                          | ✓ oui | ✓ oui |       | ✓ oui | ✓ oui | ✓ oui | ✓ oui | ✓ oui |       |       | ✓ oui |      |      |      | 8                        |
| William Bernaquez                                               |       |       |       |       |       |       |       |       |       |       | ✓ oui |      |      |      | 1                        |
| Yann Guillarme                                                  |       |       |       |       |       |       |       |       |       |       | ✓ oui |      |      |      | 1                        |
| Yann Lambiel                                                    | ✓ oui |       |       |       |       |       |       | ✓ oui |       |       |       |      |      |      | 2                        |
| Yann Marguet                                                    |       |       |       |       |       |       |       |       |       |       | ✓ oui |      |      |      | 1                        |
| Yoann Provenzano                                                |       |       |       |       |       |       |       | ✓ oui | ✓ oui | ✓ oui |       |      |      |      | 3                        |
| Le trio Julien Lansiaux, Frederic Pruvost et Sébastien Delvalle |       |       |       |       |       |       |       |       |       |       | ✓ oui |      |      |      | 1                        |

## Montreux Comedy à l'international
Montreux Comedy a réalisé un partenariat avec le Busan International Comedy Festival en 2015, 2016 et 2017 en Corée du Sud, avec le duo Cuche et Barbezat. La même année, le groupe de comédiens coréens Ongals a été accueilli à Montreux. En 2016, Francesco De Carlo et Loyiso Madinga ont également participé au Busan International Comedy Festival[réf. souhaitée].
Un festival anglophone d’humour à Johannesbourg en Afrique du Sud est organisé depuis 2015 par Montreux Comedy, avec la collaboration artistique de Kagiso Lediga et Takunda Bimha. Avec plus de cinquante humoristes internationaux dont Ava Vidal, Nick Cody, Eric Lampret, Imran Yusuf, Sophie Hagen, Dane Baptiste, Eddy King, Garihanna Jean-Louis, Louis Gola, Thomas Wiesel et Schalk Bezuidenhout[réf. souhaitée].
Dès 2016, le Montreux Comedy s'exporte à l'étranger, en commençant par Dubaï (Émirats arabes unis). Des artistes tels que Rachid Badouri, Pierre Croce, Fary, Mike Ward, Thomas Wiesel, Kyan Khojandi étaient présents pour cet événement.

## Lillarious
Grégoire Furrer lance en février 2022 la première édition de son festival annuel d'humour Lillarious à Lille. Petit frère du Montreux Comedy Festival, Lillarious est organisé avec la même équipe et présente notamment de la même manière des galas d'humour inédits. Le festival met en avant une variété d'artistes comiques, allant des humoristes émergents aux grands noms de la scène nationale et internationale. Le festival bénéficie des nombreuses infrastructures locales (Nouveau Siècle, Théâtre Sébastopol).